# Alan Soutar
Alan Soutar (Dundee, 1978. január 10. –) skót dartsjátékos. 2007-től 2021-ig a British Darts Organisation, majd 2021-től a Professional Darts Corporation tagja. Beceneve "Soots".

## Pályafutása
Soutar tinédzser korában kezdett el dartsozni egy, a nagyszülei által üzemeltetett kocsmában.

### BDO
Soutar 2011 novemberében megnyerte a Bellrock Open-t. Ezután kvalifikálta magát a 2011-es BDO-dartsvilágbajnokságra, amelynek első körében Willy van de Wiellel találkozott, és 3–1-es vereséget szenvedett. 2013-ban megnyerte a WDF World Cup csapatvilágbajnokságot a skót csapat tagjaként. A 2016-os BDO-dartsvilágbajnokságra a Hull-selejtezőből sikerült kijutnia, majd 3–1-re ki is kapott az ausztrál Craig Caldwelltől a vb selejtező körében.

### PDC
Soutar 2021 februárjában megszerezte a kétéves Tour Card-ját a UK Q-School versenysorozaton. A UK Open-en Raymond van Barneveld ellen debütált első nagytornáján, akit legyőzött, majd a legjobb 16-ig jutott, ahol kikapott Dave Chisnall-tól.
2021 decemberében vett részt először a PDC világbajnokságán, ahol az első körben döntő szettes meccsen legyőzte a brazil Diogo Portelát. A következő két körben Soutar két kiemeltet, Mensur Suljović-ot és José de Sousát is kiejtette, mindkét alkalommal szintén döntő szettben, ellenfeleinek több meccsnyilát is túlélve. A legjobb 16 között Callan Rydz volt az ellenfele, akitől végül 4–1-es vereséget szenvedett és kiesett.
2022-ben részt vett a Grand Slam of Darts-on, ahol Fallon Sherrock és Nathan Aspinall elleni győzelmeinek köszönhetően továbbjutott csoportjából a regnáló kétszeres világbajnok, Peter Wright mellett. A nyolcaddöntőben Soutar a kilencedik helyen kiemelt Jonny Claytont legyőzve bejutott a negyeddöntőbe, ahol a későbbi döntős Nathan Aspinall-től kapott ki végül. A 2023-as PDC-dartsvilágbajnokságon ismét a negyedik körig jutott el, miután 3–0-ra legyőzte az ausztrál Mal Cumingot és Daryl Gurney-t is, valamint 4–2-re Danny Noppertet a harmadik körben. A következő fordulóban a későbbi elődöntős Gabriel Clemens-szel találkozott, akitől végül 4–1-re kapott ki Soutar.
2024 júniusában megszerezte első tornagyőzelmét a PDC-nél, a Players Championship sorozat Hildesheimben megrendezett 11. állomásán. A döntőben Daryl Gurney-t győzte le 8–7 arányban.

## Magánélete
Soutar korábban a brit hadsereg kommandósaként szolgált, Koszovóban, Bosznia-Hercegovinában és Észak-Írországban teljesített szolgálatot.
A darts mellett jelenleg tűzoltóként is dolgozik szülővárosában, Dundee-ben, valamint élettársával, Amandával együtt vakvezető kutyákat képeznek ki otthonukban. Soutar lelkes szurkolója a helyi Arbroath FC futballcsapatnak. 2012-ben megalapította az Angus Darts Academy-t, ahol gyerekeket tanít dartsozni.

## Világbajnoki szereplései

### BDO
- 2011: Első kör (vereség  Willy van de Wiel ellen 1–3)
- 2016: Selejtező kör (vereség  Craig Caldwell ellen 1–3)

### PDC
- 2022: Negyedik kör (vereség  Callan Rydz ellen 1–4)
- 2023: Negyedik kör (vereség  Gabriel Clemens ellen 1–4)
- 2025: Első kör (vereség  Kai Gotthardt ellen 1–3)

## Tornagyőzelmei
| Players Championships - Players Championship (HIL): 2024 | - Bellrock Open: 2011 - Helvetia Open: 2019 - WDF World Cup (férfi csapat): 2013 |

## Fordítás
Ez a szócikk részben vagy egészben  az   Alan Soutar című angol Wikipédia-szócikk ezen változatának fordításán alapul.  Az eredeti cikk szerkesztőit annak laptörténete sorolja fel. Ez a jelzés csupán a megfogalmazás eredetét és a szerzői jogokat jelzi, nem szolgál a cikkben szereplő információk forrásmegjelöléseként.